# Kloster Maria Hilf (Bornheim)

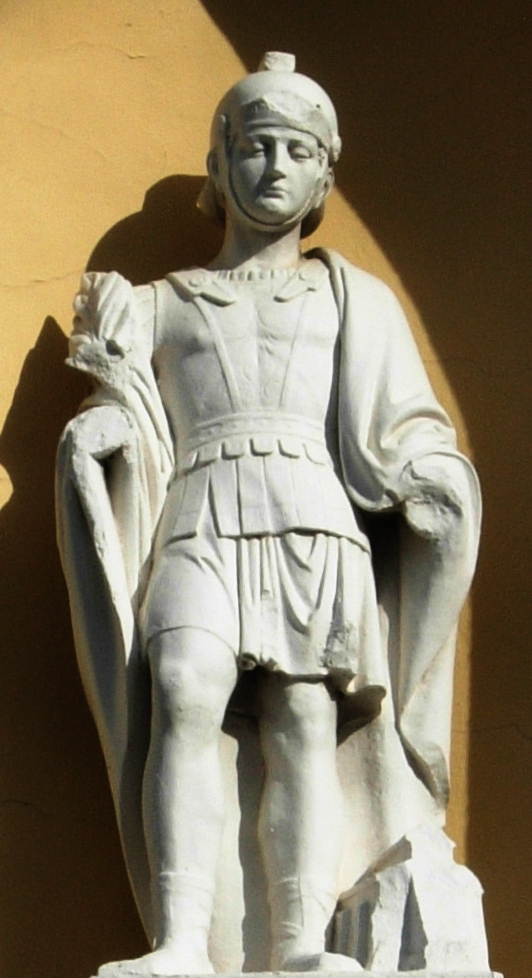
Statuette des heiligen Donatus von Münstereifel an der Eckfront des denkmalgeschützten Klostergebäudes

Das Kloster Maria Hilf in Bornheim bestand von 1883 bis 1989 als Kloster der Cellitinnen, die in dem Gebäude ein Exerzitienhaus, Kinderheim und zuletzt ein Altenheim unterhielten. Das denkmalgeschützte Gebäude war ursprünglich als Tapetenfabrik errichtet worden. Seit Aufgabe des Klosters beherbergt das Gebäude den städtischen Kindergarten und eine Einrichtung des Landschaftsverbandes Rheinland. Im Mai 2011 wechselte es in den Besitz der Roggendorf GbR.

## Geschichte
Im Jahr 1838 errichtete der Unternehmer und Bornheimer Bürgermeister Franz Witthof am Standort des späteren Klosters eine Tapetenfabrik, in die er, nach seiner Wahl zum Bürgermeister von Bornheim 1864, zusätzlich die Amtsräume der Bürgermeisterei verlegte. Er hatte das Amt bis zu seinem Tod 1870 inne.
Seine Witwe Katharina Witthof verkaufte die Fabrik und das weitläufige Grundstück 1883 an den Kölner Schwesternorden der Cellitinnen und erfüllte damit ihren und den Wunsch ihrer Familie, in Bornheim ein Kloster zu errichten. Im Oktober 1883 wurde das Kloster offiziell gegründet, und die ersten Schwestern ließen sich in Bornheim nieder. In den folgenden Jahrzehnten wurde das Kloster mehrmals umgebaut und um einen weiteren Flügel und weitere Anbauten erweitert. Es beherbergte in dieser Zeit einen Kindergarten, ein Ferienheim, ein Exerzitienhaus mit Hauswirtschaftsschule und zuletzt ein Altenheim.
1989 zog das Altenheim Maria Hilf, als letzte Einrichtung der Ordensschwestern im Kloster, in die Brunnenallee in Roisdorf um. Der Komplex beherbergte nun u. a. den städtischen Kindergarten und Einrichtungen des Landschaftsverbandes Rheinland.
Im Mai 2011 erwarb die Bonner Roggendorf GbR das ehemalige Kloster im Rahmen einer Zwangsversteigerung und errichtete hier Wohnungen sowie ein Boardinghouse und siedelte ein Theater an.
Nach zwei erfolglosen Versuchen zuerst mit dem „Theater im Kloster“ und der „Kultkapelle“, wurde der Theaterbetrieb dauerhaft eingestellt.
Mittlerweile wird das Kloster im Wesentlichen nur noch als Boardinghouse und von der Stadt Bornheim für die VHS genutzt.
Das ehemalige „Schwesternheim“ wurde 2012 und 2013 grundlegend kernsaniert und dient heute zu Wohnzwecken.

## Schwester Secunda
Bekannteste Ordensfrau im Kloster war Schwester Maria Secunda (* 1878), die 1909 ins Kloster Maria Hilf nach Bornheim kam und bis zu ihrem Tod am 2. Juli 1957 hier wirkte. Ihr besonderes Engagement und ihre liebevolle Art im Umgang mit den ihr anvertrauten Kranken verschafften ihr den Beinamen „Samariterin vom Vorgebirge“ und führten dazu, dass ihr am 13. Juni 1957 die Ehrenbürgerschaft der Stadt Bornheim verliehen wurde. Nach ihr wurde die Straße am Kloster benannt.

## Denkmalschutz
Das Gebäude steht unter Denkmalschutz. Es wird unter der Nr. 64 in der Denkmalliste der Stadt Bornheim geführt.